# Berberis henryana
Berberis henryana är en berberisväxtart som beskrevs av Schneider. Berberis henryana ingår i släktet berberisar, och familjen berberisväxter. Inga underarter finns listade i Catalogue of Life.